# ミユ・プロダクションズ
ミユ・プロダクションズ（仏: Miyu Productions）は、フランスの映像制作会社。アニメーションに特化したオーディオビジュアルおよび映画制作会社で、短編映画、シリーズ作品、長編作品を制作している。2009年設立。

## 概要
2009年5月にフランス人のエマニュエル・アラン・レイナルが設立し、長年にわたり短編アニメーション作品を制作、2022年のアヌシー国際アニメーション映画祭、2023年のカンヌ国際映画祭での受賞などで、国際的知名度を得た。社長含め社員は24名。所在地は4 Rue d'Enghien, 75010 Paris。

## 主な作品
- めくらやなぎと眠る女 (映画) ‐ 2022年。共同制作。同年アヌシー国際アニメーション映画祭審査員賞受賞
- 27（fr:27 (court métrage)） ‐ 2023年。フローラ・アンナ・ブダ（fr:Flóra Anna Buda）監督の短編アニメーション映画。2023年度カンヌ映画祭短編部門で金賞受賞。
- 鼠小僧次郎吉‐ 2023年。スタジオM2との共同制作。
- 化け猫あんずちゃん劇場アニメ版 ‐ 2024年。シンエイ動画との共同制作。

## 創業者
エマニュエル・アラン・レイナル（en:Emmanuel-Alain Raynal、1981-）はニース生まれの映像制作者、映画プロデューサー。11歳からパリで育ち、パリ大学映画学科卒業後、監督、プロデューサーとして働きはじめ、2007年に3人の友人と最初の会社を設立、2009年、アニメーション製作に特化したミユ・プロダクションズを設立した。インディペンデント・プロデューサー・ユニオン（SPI）のアニメーション部門の副会長やフレンチ・アニメーション・シネマ・アソシエーション（AFCA）の管理委員も務めている。

## 関連会社
- ミユ・ディストリビューション(Miyu Distribution) ‐ 学生作品を含むアニメーション短編を配給[2]
- ミユ・ギャラリー(Galerie Miyu) ‐ アニメーション作家のみを扱うヨーロッパ初のギャラリー。所在地101 rue du Temple, 75003 Paris [2][3]